# Wuwang
Król Wu z Dynastii Zhou (chiń. 周武王) – pierwszy władca z dynastii Zhou. Różne źródła podają, że zmarł w wieku 93, 54 lub 43 lat. Jego bratem był książę Zhou, a ojcem protoplasta dynastii – Wen.

## Życiorys
Po wstąpieniu na tron zrealizował ostatnią wolę swojego ojca, pokonał dynastię Shang. Król otaczał się mądrymi urzędnikami, a władza Zhou stawała się coraz silniejsza. W 1048 roku p.n.e. zaprosił na spotkanie okolicznych przywódców. Na spotkanie przybyło ponad 800 z nich. W roku 1046 p.n.e., widząc kryzys panującej dynastii, przypuścił wraz z innymi książętami atak rozgramiając armię Shang pod Muye. Na wieść o tym ostatni władca z dynastii Shang Di Xin, podpalił swój pałac, i zginął w płomieniach. Po tym zwycięstwie nowy król ustanowił wiele księstw, w których władali jego generałowie i bracia. Zmarł w 1043 roku p.n.e. Jego następcą został jego syn, Chengwang.